# Kazak radiosy
Kazak radiosy (kaz. Қазақ радиосы; ros. Казахское радио, Kazachskoje radio) – kazachska, całodobowa, publiczna stacja radiowa, będąca częścią instytucji państwowej – Korporacji Telewizyjno-Radiowej „Kazakstan”. Utworzona 29 września 1921 na mocy decyzji wydanej przez Radę Komisarzy Ludowych Kirgiskiej Autonomicznej SRR.